# مطار ليناتي
مطار ليناتي (إياتا: LIN، إيكاو: LIML)،(سابقاً كان يعرف باسم مطار أنريكو فورلانيني)، هو مطار دولي يقع في ميلانو ثاني أكبر مدن إيطاليا. وهو واحد من مطارات ميلانو والتي تضم أيضا مطار مالبينسا ومطار ميلانو-برغامو. في عام 2014 خدم المطار 9,031,855 راكبا.

## شركات الطيران والوجهات
شركات الطيران التالية لديها رحلات مجدولة وتقدم خدمات من وإلى مطار لينيت:
| شركـات طيـران                   | الوجهات |
| ------------------------------- | --- |
| أير لينغس                       | مطار دبلن الدولي |
| AeroItalia                      | Olbia |
| إير كورسيكا                     | موسمي: Calvi، Figari (يبدأن في 2 سبتمبر 2023) |
| Air Dolomiti                    | مطار فرانكفورت، مطار ميونخ الدولي |
| الخطوط الجوية الفرنسية          | مطار باريس شارل ديغول |
| طيران مالطا                     | مطار مالطا الدولي |
| AlbaStar                        | موسمي: مطار ميورقة |
| الخطوط الجوية البريطانية        | مطار لندن هيثرو |
| خطوط بروكسل الجوية              | مطار بروكسل الدولي |
| إيزي جيت                        | مطار سخيبول أمستردام، مطار برلين براندنبرغ، مطار غاتويك، مطار باريس شارل ديغول، مطار باريس أورلي |
| فين إير                         | مطار هلسنكي فانتا |
| أيبيريا (شركة طيران)            | مطار مدريد باراخاس الدولي |
| إيتا (شركة طيران)               | Alghero، مطار سخيبول أمستردام، مطار باري كارل فويتيالا ‏، Brindisi، مطار بروكسل الدولي، Cagliari، مطار كاتانيا-فونتاناروسا، مطار دوسلدورف الدولي، مطار فرانكفورت، Lamezia Terme ‏، مطار لندن سيتي، مطار لندن هيثرو، مطار نابولي، Olbia، مطار باليرمو الدولي، مطار باريس شارل ديغول، مطار باريس أورلي، مطار أبروتسو الدولي، Reggio Calabria ‏، مطار ليوناردو دا فينشي، مطار شتوتغارت الدولي موسمي: Corfu، مطار هامبورغ، مطار كاندية الدولي ‏، مطار لامبيدوزا، Menorca، مطار بانتيليريا، Rhodes موسمي عارض: Rostock |
| الخطوط الجوية الملكية الهولندية | مطار سخيبول أمستردام |
| لوفتهانزا                       | مطار فرانكفورت |
| Lumiwings                       | مطار فوجا جينو ليسا ‏ |
| الخطوط الجوية الإسكندنافية      | مطار ستوكهولم أرلاندا |
| Silver Air ‏                     | موسمي: Elba |
| فولوتيا                         | Cagliari، Olbia موسمي: مطار لامبيدوزا، مطار بانتيليريا |
| ويز للطيران                     | مطار كاتانيا-فونتاناروسا، مطار نابولي |

## وصلات خارجية
- الموقع الرسمي